# Villarrubia de Santiago
Villarrubia de Santiago es un municipio y localidad española de la provincia de Toledo, en la comunidad autónoma de Castilla-La Mancha. El término municipal, con una población de 2559 habitantes (INE 2024), linda con la Comunidad de Madrid.

## Toponimia
El topónimo Villarrubia podría derivarse de Villarroja. Así se indica en un documento de 1576 en el que se dice que «... créese que se llama Villarrubia porque mucha parte del pueblo y tierra que confinan con él es colorada».

## Ubicación
Se ubica en el noreste de la provincia española de Toledo, en la comunidad autónoma de Castilla-La Mancha. Linda con los municipios madrileños de Villarejo de Salvanes y Colmenar de Oreja y los toledanos de Santa Cruz de la Zarza, Villatobas y Noblejas. Por el norte del municipio discurre el río Tajo.

## Historia
La antigüedad de su fundación queda constatada en los restos arqueológicos de tiempos prehistóricos. Estuvo poblada por íberos, romanos y árabes, pero su importancia histórica la alcanzaría en la Edad Media.  
En el siglo XII existía el castillo del Tormón que quedó abandonado durante el reinado de Alfonso VII, edificándose en su lugar una iglesia donde la tradición popular indica como lugar de aparición de la Virgen del Castellar.
Tras crearse la encomienda de Biezma, aldea antecesora de Villarrubia, aparece en 1204 un documento en el que se indica la fundación del municipio por el maestre de Santiago Hernán González de Marañón, dándole el fuero de Ocaña al que se unieron los núcleos de población que existían en torno a la mencionada encomienda de Biezma. Junto con estas dos encomiendas existía la de Villoria, a la que pertenecían el ejido de Alboer, San Bartolomé, Villoria, Villahandín y la Dehesa del Castillo. En un principio figuran unidas las encomiendas de Biezma y Villarrubia y en el siglo XV lo hace también la de Villoria. Por lo tanto, esta villa fue sede de tres encomiendas, la de Villarrubia cuyo gobernador era Juan de Borja, la de Villoria encomendada a Hernán Tello de Guzmán y la de Biezma a Pedro Padilla. 
Poco después de la fundación de Villarrubia, se despoblaron Biezma y Villoria a favor de la primera, aunque sus territorios no se incorporaron hasta fechas posteriores, posiblemente en el siglo XVI. En Biezma solo quedaron la ermita en el lugar que ocupó el castillo del Tormón. Se cree que Villoria se despobló por la falta de agua dulce y en el siglo XVI aún existían algunas casas y su iglesia.
En 1645 se indica que el pueblo posee tierra fértil, abundancia de ganados, fruta y caza, de donde se explica el desarrollo progresivo de la población. 
A principios del siglo XVIII, el lugar alto que ocupó el castillo del Tormón fue motivo de disuasión de las tropas del Archiduque que en número de 6000 hombres al mando de Gallobay pretendía tomar Villarrubia. Aquellas supusieron fortificado el lugar y desistieron del ataque, atribuyendo los vecinos este hecho a la intercesión de la Virgen del Castellar. En 1712, Villarrubia contaba con 189 vecinos, creciendo a lo largo de este siglo la población hasta 521 que se censan en 1787, lo que hace un total aproximado de 2086 habitantes.
A mediados del siglo XIX, el lugar contaba con una población censada de 1946 habitantes. La localidad aparece descrita en el decimosexto volumen del Diccionario geográfico-estadístico-histórico de España y sus posesiones de Ultramar de Pascual Madoz de la siguiente manera:

VILLARRUBIA DE SANTIAGO: v. con ayunt. en la prov. y dióc. de Toledo (10 leg.), part. jud. de Ocaña (2), aud. terr. de Madrid (9), c. g. de Castilla la Nueva. sit. en un plano muy elevado, que se estiende al S.; es de clima templado, reinan los vientos NO. y O., y no se padecen enfermedades endémicas: tiene 296 casas en malísimas calles; casa de ayunt.; cárcel; pósito; un hospital con una capilla; un colegio fundado por D. Francisco Pérez, natural de esta v., cura que fue de Sta. Justa en Toledo, para la enseñanza de las lenguas castellana y latina; escuela dotada con 3,000 reales, de los fondos públicos, á la que asisten 60 niños; otra de niñas, con 1,000 rs. en la que se educan 30; igl. parr. (San Bartolomé) con curato de primer ascenso y de presentacion del tribunal de las órdenes, y un oratorio de propiedad particular. Se surte de aguas potables en 5 fuentes de las inmediaciones, 3 de agua dulce con sus lavaderos, 2 salobres y ademas 3 pozos. Confina el térm. por N. con el de Colmenar de Oreja (Madrid); E. Sta. Cruz de la Zarza; S. Villatobas; O. Noblejas, estendiéndose de 1 leg. á 1 1/2, y comprende los desp. de Biezma, Villoría y Laserna; el santuario de Ntra. Sra. del Castellar, á 3/4 leg. al S. del Tajo, sobre un cerro, que domina una vega muy fértil, en donde se celebra su festividad con romería el 8 de setiembre; á su inmediacion una salina cerrada hace bastantes años, a pesar de las reclamaciones de los ganaderos; algunas alamedas, y mucho plantío de viñas y olivos. Le baña el r. Tajo, que forma su límite N. con una barca perteneciente á la encomienda de Biezma. El terreno es por partes escabroso, alternando con llanos, particularmente al S.; todo de naturaleza caliza, abundante en yeso especular, en sulfato de magnesia, de hierro y de potasa y con mucho esparto, del que se hace poco uso: los caminos, vecinales; el correo se recibe en Ocaña por balijero tres veces á la semana. prod.: trigo, cebada, avena, frutas, hortalizas, anís, aceite y escelente vino; se mantiene ganado lanar, cabrío, yeguar y mular de labor, y se cria caza menuda. pobl.: 500 vec., 1,946 alm. cap. prod.: 3.326,599 rs. imp.: 87,384. contr.: 57,051 rs. 21 mrs. presupuesto municipal: 30,541 rs. del que se pagan 4,000 al secretario, y se cubre con 26,361 por ingreso de propios, y el resto por repartimiento vecinal.
(Madoz, 1850, p. 279)

## Demografía
Cuenta con una población de 2559 habitantes (INE 2024).
| Gráfica de evolución demográfica de Villarubia de Santiago entre 1842 y 2021                                          |
| |
| Población de derecho según los censos de población del INE. Población de hecho según los censos de población del INE. |

| 2922                      | 2901 | 2901 | 2869 | 2865 | 2839 | 2851 | 2851 | 2868 | 2893 |
| (Fuente: INE [Consultar]) |      |      |      |      |      |      |      |      |      |

NOTA: La cifra de 1996 está referida a 1 de mayo y el resto a 1 de enero.

## Símbolos
Escudo de un solo cuartel: de oro, un castillo de azur aclarado de gules y mazonado de sable, sostenido de un peñasco de sinople y acompañado de dos cruces de Santiago. Al timbre, corona real cerrada. 
El escudo de Villarrubia de Santiago fue encargado en 1982 por el Ayuntamiento a los heraldistas e historiadores José Luis Ruz Márquez y Buenaventura Leblic García, quienes realizaron una propuesta apoyada en la existencia del castillo de Tormón y en la Orden de Santiago, fundadora de la villa. Escudo e informe obtuvieron la aprobación de la Real Academia de la Historia en junta de 22 de junio de 1983.

## Administración
| Periodo   | Nombre                            | Partido |
| --------- | --------------------------------- | ------- |
| 1979-1983 | María Luisa del Peral Barré       | PSOE    |
| 1983-1987 | María Luisa del Peral Barré       | PSOE    |
| 1987-1991 | María Luisa del Peral Barré       | PSOE    |
| 1991-1995 | María Luisa del Peral Barré       | PSOE    |
| 1995-1999 | María del Rocío Pedraza Monzón    | PP-AIV  |
| 1999-2003 | Feliciano Joya de Loma            | PSOE    |
| 2003-2007 | Feliciano Joya de Loma            | PSOE    |
| 2007-2011 | Feliciano Joya de Loma            | PSOE    |
| 2011-2015 | José Antonio Guerra Cuesta        | PP-AIV  |
| 2015-2019 | Maria Concepción Monzón De Gracia | PSOE    |
| 2019-2023 | Maria Concepción Monzón De Gracia | PSOE    |

## Patrimonio

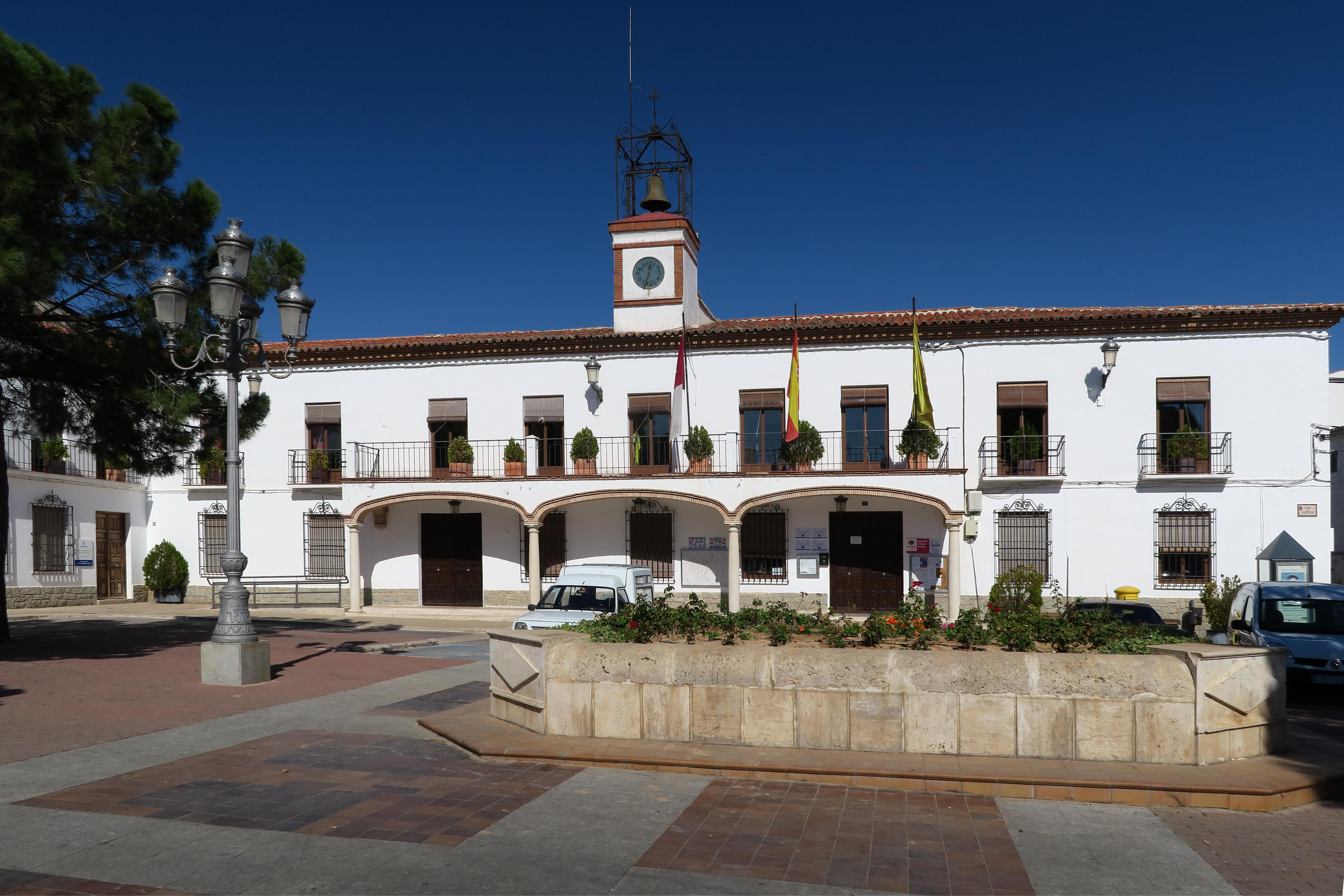
Casa consistorial

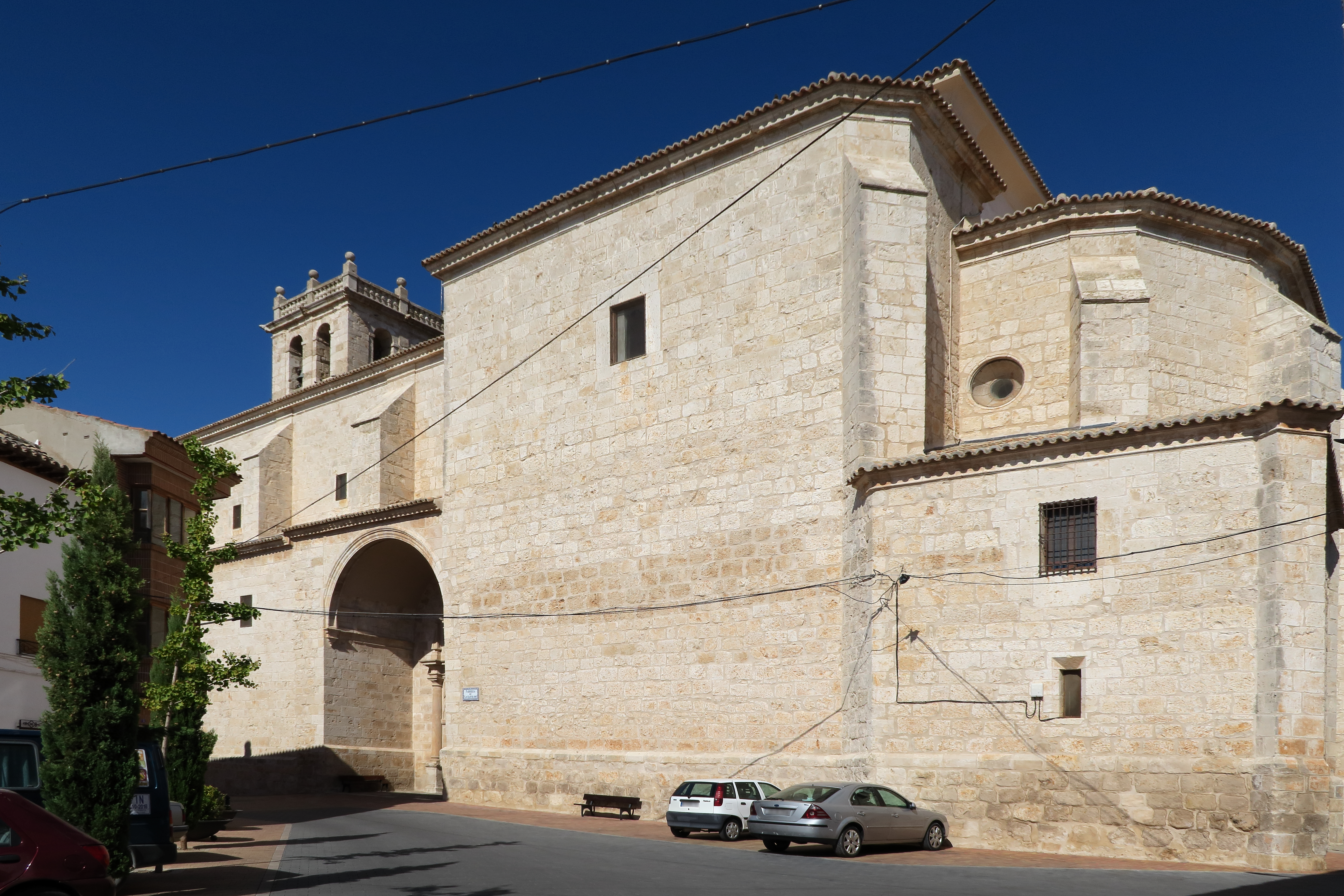
Iglesia de San Bartolomé

- Iglesia parroquial de San Bartolomé. De piedra labrada y careada sobre planta de cruz latina, de 47 m de largo y 23 m de ancho y una altura de 18 m. Tiene 8 medias columnas del orden dórico en la nave central que sostienen arcos y bóvedas de medio punto y en el centro del crucero una cúpula de media naranja de 25 m de altura. La torre es de buena mampostería y sillar, muy bien compuesta por cinco cuerpos y basamento con líneas de imposta molduradas, los tres primeros cuerpos son ciegos, y los otros dos alojan el campanario. Tiene un magnífico retablo mayor, poligonal de cinco lados, estilo barroco de transición al renacimiento, construido y tallado en madera y dorado en oro fino, con entrepaños estofados en oro. De estilo herriano, data de los siglos XV o XVI.
- Casa de Lara. Se localiza en la plaza de la Constitución, junto al Ayuntamiento.
- Ermita el Castellar. Una nave dividida en tres tramos y cubierta por bóveda de cañón con lunetos. La capilla Mayor cubierta por cúpula de media naranja sobre pechinas, se pasa a ella a través de un gran arco triunfal doble de medio punto. De estilo Popular. Del siglo XIX. Se localiza en el Castellar a 5 km del municipio en el lugar que ocupó el castillo del Tormón a orillas del río Tajo, en un macizo rocoso, junto a las minas de sulfato sódico, donde la tradición popular señala la aparición de la Virgen del Castellar. De estilo popular, data del siglo XIX.
- Yacimiento arqueológico del Hoyo de la Serna. Este yacimiento está en la línea de una antigua ruta jalonada por asentamientos del Hierro II. En principio no se apreciaba la presencia romana, pero en junio de 1994 se descubrió una necrópolis carpetana donde se encontraron tumbas y diversos objetos como vasijas, tinajas, platos... que evidencian la celebración de complejos ritos y formas de enterramiento.
- Fuente Nueva.
- Fuente Vieja.

## Fiestas
- San Marcos. Romería. 25 de abril pero se celebra el fin de semana después yendo a la fuente nueva los dos días del fin de semana de abril.
- Los Mayos. Cánticos. 30 de abril.
- Fiestas patronales en honor a Nuestra Señora del Castellar (del 5 al 10 de septiembre): El día 5 de septiembre: fuegos artificiales y desfile de carrozas . El día 6, se baja al Castellar andando, se sube a la Virgen con mulas y se la deja a un kilómetro y medio del pueblo en una pequeña ermita, durante la tarde - noche se la lleva en procesión hasta la Iglesia Parroquial. Alrededor de las 6:00 de la tarde , afamado encierro de toros. El día 7, encierro y corrida de toros. Salve a la Virgen. Célebre desfile organizado por la banda "La Retreta". Ofrenda de flores. Descendimiento de la Virgen desde su Altar. Salve a la Virgen. El día 8, es el día de la Virgen, procesión por el pueblo y misa solemne.  El día 9 se celebra una corrida de novillos, entre otros festejos.  El día 10 se instalan diferentes atracciones infantiles en la Plaza Mayor y se organiza una serie de actos dedicados a los más jóvenes.Traca Final de Fiestas.
- La Bajada. Romería en honor a la Virgen del Castellar. Último domingo de septiembre.